# Zonotriche brunnea
Zonotriche brunnea är en gräsart som först beskrevs av James Bird Phipps, och fick sitt nu gällande namn av Clayton. Zonotriche brunnea ingår i släktet Zonotriche och familjen gräs. Inga underarter finns listade i Catalogue of Life.